# Voyage au bout de la nuit (émission de télévision)
Pour les articles homonymes, voir Voyage au bout de la nuit (homonymie).
Voyage au bout de la nuit (VBN) est une émission de télévision littéraire française diffusée à partir de 2008 sur Direct 8, puis D8 et enfin C8, tous les jours de la semaine dans la tranche horaire 3 h – 7 h. L'émission consiste en la lecture d'une œuvre littéraire par une comédienne ou un comédien. Elle disparaît en février 2025 en même temps que la chaîne C8.

## Concept
Le principe de l'émission est de diffuser une lecture publique d'œuvres littéraires par une ou un comédien. Des personnalités sont parfois présentes pour présenter leur dernier ouvrage.
L'émission concerne en général fois une œuvre du patrimoine littéraire dont les droits sont dans le domaine public.
Christelle Picot, une des lectrices de l'émission, la présente en ces termes : « C'est un exercice de solitude assez extrême. Il y a un canapé, une caméra et on est seul dans le studio pendant trois heures dans les conditions du direct ».
Elle tire son nom du roman Voyage au bout de la nuit de Céline, publié en 1932.

### Audience
L'émission réalise en moyenne 2 % de part d'audience et a réuni 30 000 téléspectateurs (3 %) le samedi 4 avril 2015.
Le 9 novembre 2013, l'émission réunit 68 000 téléspectateurs (4,6 %) avec pour invitée Nabilla. En septembre 2018, elle atteint 19 000 téléspectateurs en moyenne.

### Principes économiques
Pour réduire les coûts il a été envisagé de remplacer les intermittentes du spectacle par des volontaires éventuellement bénévoles car les cachets d'intermittence étant un des seuls coûts du programme.
C'est ainsi que le concours de lecture L'Art de dire est organisé en partenariat avec le ministère de la Culture du 25 février au 16 mai 2019, à l'occasion de la semaine de la langue française et de la francophonie,. Les candidats sont présentés à un jury présidé par Philippe Labro, assisté de Sophie Fontanel, auteure, et Paul de Sinety (d), délégué général à la langue française et aux langues de France au ministère de la Culture. Le jury se réunit le 17 septembre 2019 pour choisir les trois lauréats.

## Comédiens intermittents du spectacle
Le Figaro Télé a évoqué cette émission de télévision dans un article consacré à Loreleï Aubry :

« Loreleï Aubry sera un des nouveaux atouts de Direct 8 à la rentrée. « J'étais animatrice télé sur Nouvelle Calédonie Première depuis trois ans (...) j'ai été recrutée par Direct 8 pour être le nouveau visage de l'émission Voyage au bout de la nuit. »
(...) La belle Néo-calédonienne se réjouit que la chaîne laisse la porte ouverte à la diversité et se dit enchantée de rejoindre une chaîne qu'elle apprécie particulièrement. « Ce qui m'a séduit dans ce projet, c'est qu'il y a un vrai travail de diction et que l'on reste dans les conditions du direct » »

L'émission a également accueilli Nabilla Benattia qui a lu face caméra son livre décalé Allô ! Non mais allô, quoi ! (éditions Privé) de 150 pages avec peu de textes et des phrases comme « Non mais allô quoi, t'as une bague mais t'as pas de doigts » qu'elle a pu lire et expliquer.

« Les lectrices ont une liberté totale dans le ton en ce qui concerne la lecture des œuvres, mais elles se doivent de venir apprêtées et de rester « proches » du public. Qui le lui rend bien en écrivant régulièrement des mails « très distingués, bien écrits, et avec une orthographe correcte ». »

32 000 téléspectateurs sont informés du nom de la lectrice du soir.